# ریبنیک
ربنیک () (به لهستانی: Rybnik) یکی از شهرهای جنوبی لهستان است. این شهر جزء اتحادیهٔ کلان‌شهرهای سیلزیایی علیا (با ۲ میلیون نفر جمعیت) است.